# 플레이 투 더 본
《플레이 투 더 본》(영어: Play It to the Bone)은 미국에서 제작된 론 셸턴 감독의 1999년 스포츠 코미디 드라마 영화이다. 우디 해럴슨, 안토니오 반데라스 등이 출연하였다.

## 출연진
- 우디 해럴슨
- 안토니오 반데라스
- 롤리타 더비더비치
- 톰 사이즈모어
- 루시 류
- 로버트 와그너
- 리처드 매서
- 윌리 가슨
- 스티브 로런스
- 토니 커티스
- 웨슬리 스나이프스
- 마이크 타이슨
- 조지 포먼
- 케빈 코스트너
- 로드 스튜어트
- 제니퍼 틸리
- 너태샤 그레그슨 와그너
- 제임스 우즈
- 드루 케리

## 기타 제작진
- 협력 제작: 켈리 데이비스
- 배역: 빅토리아 토머스
- 미술: 클레어 저노라 보인
- 의상: 캐스린 모리슨